# Nhaneca-Humbe
Nhaneca-Humbe är en grupp bantuspråk med undergrupperna Nyaneka och Humbe, som talas av herdefolk i provinsen Huila i sydvästra Angola.
Skolutbildningen ligger i området under det nationella genomsnittet. Men många människor flyttar in till städer och lämnar sin traditionella livsstil.
Dessa folk nära den Namibiagränsen har inte spridit sig till andra länder under det angolanska inbördeskriget.